# Gerry Perry
Gerry Perry (* 1. Juni 1947 in Springfield, Missouri) ist ein ehemaliger US-amerikanischer Tennisspieler.

## Karriere
Ab Mitte der 1960er Jahre trat Gerry Perry bei hochklassigen Tennisturnieren an. Während sich im Einzel und im Doppel keine größeren Erfolge erstellten, konnte er im Mixed mit verschiedenen Partnerinnen bessere Ergebnisse zeigen, so gewann er drei Titel in den USA. Sein bestes Ergebnis bei einem Grand-Slam-Turnier feierte er an der Seite von Tory Ann Fretz, als sie bis ins  Finale der US Open 1968 kamen, wo sie von Mary-Ann Eisel und Peter Curtis in zwei Sätzen geschlagen wurden.
1971 zog er sich vom internationalen Tenniszirkus zurück. Nach seiner aktiven Karriere war Perry unter anderem Vorstandsmitglied der National Public Parks Tennis Association.

## Persönliches
Gerry Perry wuchs als Sohn von Gerald Perry auf, der ebenfalls ein erfolgreicher Tennisspieler war und 1975 in die MSU Athletics Hall of Fame aufgenommen wurde. Sein Vater trainierte ihn ab 1961.
Nachdem sein Vater gestorben war, übernahm Gerry 1990 dessen Firma, die sich mit der Planung und dem Bau von Tennisplätzen beschäftigt.

## Erfolge

### Mixed

#### Finalteilnahmen
| Nr. | Datum             | Turnier | Belag | Partner        | Finalgegner                 | Ergebnis |
| --- | ----------------- | ------- | ----- | -------------- | --------------------------- | -------- |
| 1.  | 8. September 1968 | US Open | Rasen | Tory Ann Fretz | Mary-Ann Eisel Peter Curtis | 4:6, 5:7 |